# František Veselý (Fußballspieler, 1969)
František Veselý (* 27. März 1969 in Prag, Tschechoslowakei) ist ein tschechischer Fußballspieler.

## Vereinskarriere
Veselý begann mit dem Fußballspielen bei Slavia Prag, wo sein gleichnamiger Vater 25 Jahre gespielt hatte. Dort wurde er zur Saison 1987/88 in den Kader der ersten Mannschaft aufgenommen und kam auf acht Spiele in der ersten tschechoslowakischen Liga, in denen er drei Tore schoss. Die nächsten anderthalb Jahre spielte er bei RH Cheb, wo er seinen Wehrdienst ableistete.
Anfang 1990 kehrte der Stürmer zurück nach Prag, die folgende Saison 1990/91 war die erfolgreichste seiner Laufbahn. Er wurde in allen 30 Meisterschaftsspielen eingesetzt und erzielte acht Treffer. Im Januar 1992 wechselte Veselý zum Stadtrivalen FC Bohemians Prag, zur Saison 1992/93 wurde er von Viktoria Žižkov verpflichtet, mit dem ihm der Aufstieg in die neu gegründete tschechische Liga gelang. 1994 kehrte er zu Slavia zurück, 1995 spielte er kurzzeitig erneut für Bohemians und anschließend abermals für Slavia.
Anfang 1996 wechselte der Angreifer zu seinem ehemaligen, zwischenzeitlich in Union Cheb umbenannten Klub, der am Saisonende jedoch Konkurs anmelden musste. Noch bei Slavia Prag unter Vertrag stehend wurde er an den FC Střižkov Praha 9 ausgeliehen, 1999 ging er zum österreichischen Amateurklub SK Altheim. Von 2004 bis 2008 spielte er für den Sportverein im oberösterreichischen Mauerkirchen.